# Julius Leber
Pour les articles homonymes, voir Leber.
Julius Leber, né le 16 novembre 1891 à Biesheim (Alsace-Lorraine) et mort le 5 janvier 1945 à Berlin (prison de Plötzensee), est un homme politique allemand d'origine alsacienne et un résistant contre le nazisme.

## Biographie
Julius Leber était le fils naturel de Katharina Schubetzer et fut reconnu quatre ans plus tard par Jean-Baptiste Leber, un maçon qu’elle avait entre-temps épousé. En 1908, Julius Leber termina à Breisach (Vieux-Brisach) son enseignement scolaire au niveau du brevet et fit une formation commerciale dans une usine de papier peint dans cette même ville. En 1910 il fréquenta à Fribourg-en-Brisgau une Oberrealschule (de), écrivant accessoirement des articles de presse et donnant des leçons particulières pour financer ses études.
Après l’Abitur en 1913 Leber étudia l'économie politique et l’histoire dans les universités de Strasbourg et de Fribourg-en-Brisgau. Cette même année il entra au SPD. En 1914 il s’engagea volontairement dans la Reichswehr.
Comme soldat au sein de l'armée impériale allemande durant la Première Guerre mondiale il fut blessé deux fois, promu lieutenant et servit après le conflit dans la Reichswehr au sein des troupes de protection des frontières à l'Est. Pendant le putsch de Kapp, en 1920, il se mit avec son unité aux côtés de la république de Weimar. Il quitta ensuite la Reichswehr en signe de protestation. Des études supplémentaires lui permirent de devenir docteur ès sciences politiques à l'université de Fribourg.
En 1921 Leber devint rédacteur en chef du journal social-démocrate Lübecker Volksbote, pour lequel Willy Brandt écrivit aussi alors qu’il était encore élève, au début des années 1930. Il fut de 1921 à 1933 membre de la municipalité de Lübeck. Comme député SPD au Reichstag à partir de 1924, il s'occupa avant tout de la politique de défense.
Peu après l'arrivée au pouvoir d'Hitler il fut victime d’un attentat, puis arrêté ; la pression des ouvriers de Lübeck amena sa libération, mais en mars il fut de nouveau arrêté et, de 1933 à 1937, il séjourna en prison et dans le camp de concentration de Sachsenhausen. Après sa libération il travailla pour la résistance sous le couvert d’un commerce de charbon à Schöneberg (Berlin) et obtint le soutien entre autres de Gustav Dahrendorf (père de Ralf Dahrendorf), d'Ernst von Harnack et de Ludwig Schwamb.
En 1940 il chercha des contacts dans la direction des forces armées et fit la connaissance du comte Claus von Stauffenberg. Par la suite il eut d’autres contacts avec Carl Friedrich Goerdeler et avec le cercle de Kreisau autour du comte Helmuth James von Moltke. Selon les plans du putsch organisé par Stauffenberg, Leber devait devenir ministre de l’Intérieur.
Leber fut arrêté par la Gestapo dès le 5 juillet 1944, peu avant l’attentat du 20 juillet 1944. Le 20 octobre commença devant la cour de justice du peuple un procès à grand spectacle contre Leber, Adolf Reichwein, Hermann Maass et Gustav Dahrendorf (en). Leber fut condamné à mort, et le jugement fut exécuté par pendaison le 5 janvier 1945 à la prison de Plötzensee. Il est enterré au cimetière boisé de Berlin-Zehlendorf.
La Julius-Leber-Kaserne à Berlin-Tegel (ancien casernement des Forces françaises à Berlin sous le nom de « Quartier Napoléon »), la station de S-Bahn „Julius-Leber-Brücke“ dans le quartier de Schöneberg à Berlin, ainsi que la Dr-Julius-Leber-Strasse à Lübeck portent son nom.

## Monuments commémoratifs

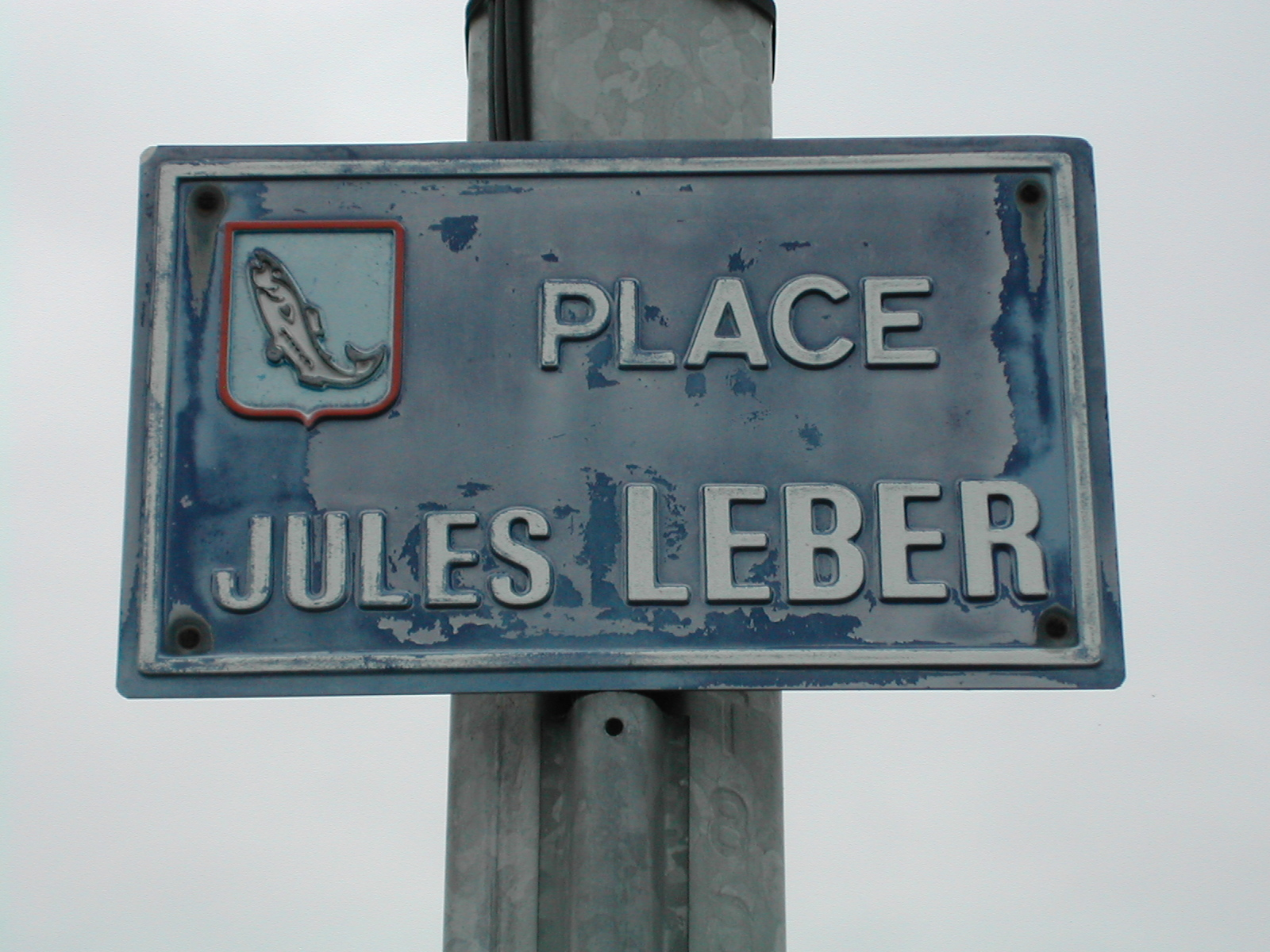
À Biesheim (Haut-Rhin), la place Jules Leber.
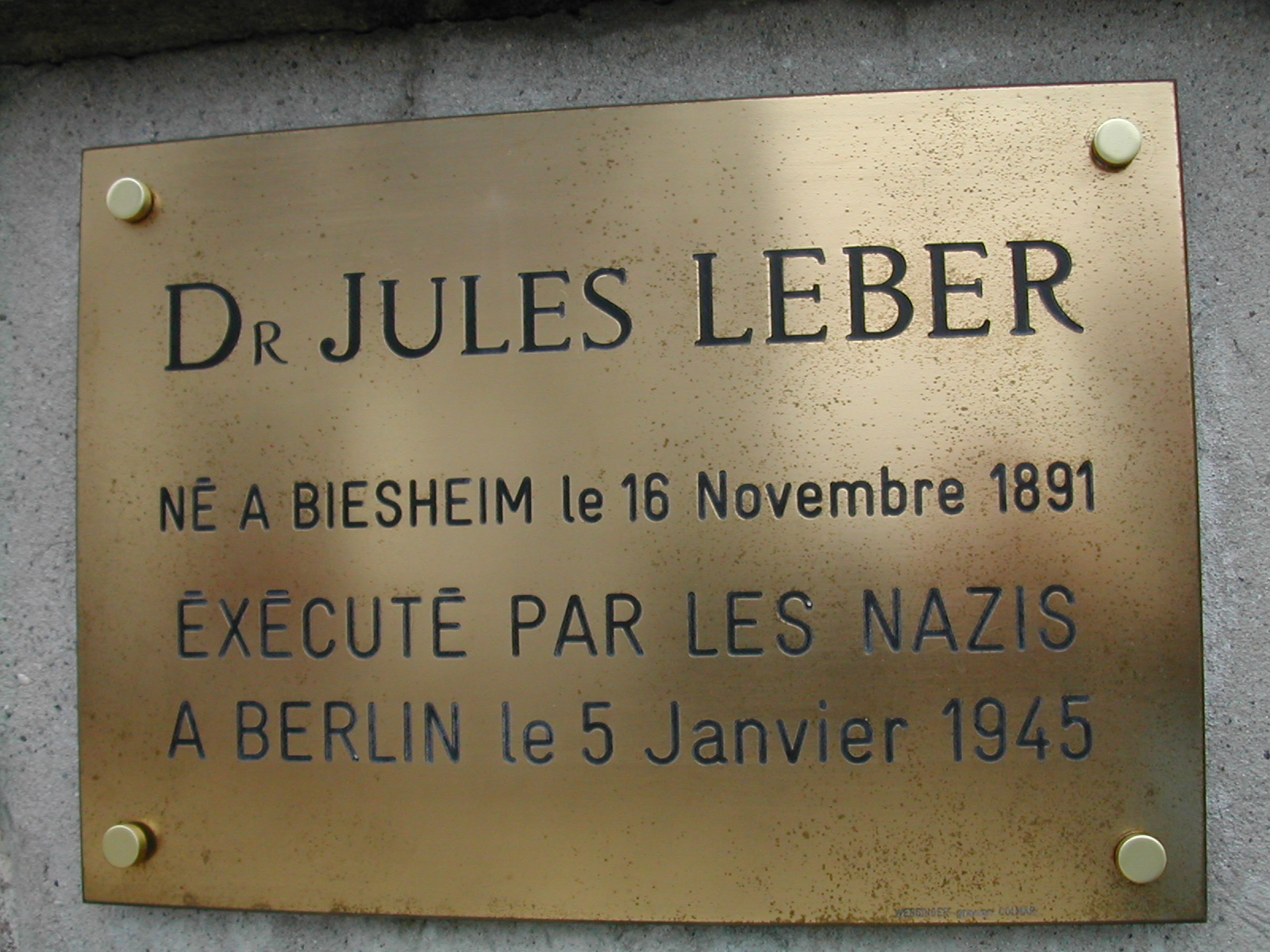
Panneau en français apposé à l'emplacement de sa maison natale.
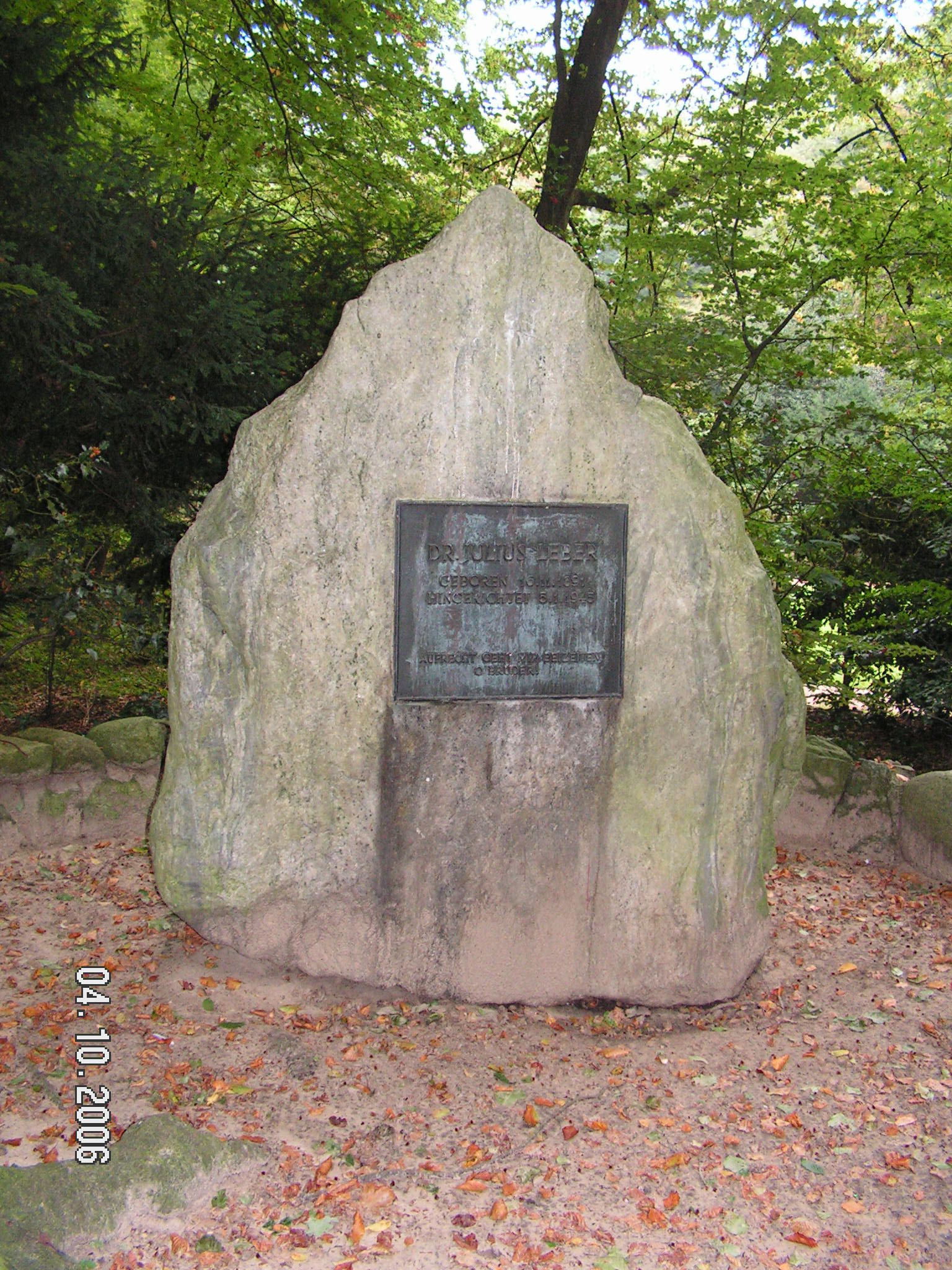
Mémorial en l'honneur de Julius Leber à l'Ehrenfriedhof de Lübeck.